# Zaleszany (powiat hajnowski)
Zaleszany (białorus. Заляшаны, ukr. Залішани) – wieś w Polsce położona w województwie podlaskim, w powiecie hajnowskim, w gminie Kleszczele.
W latach 1975–1998 miejscowość należała administracyjnie do województwa białostockiego.

## Części wsi

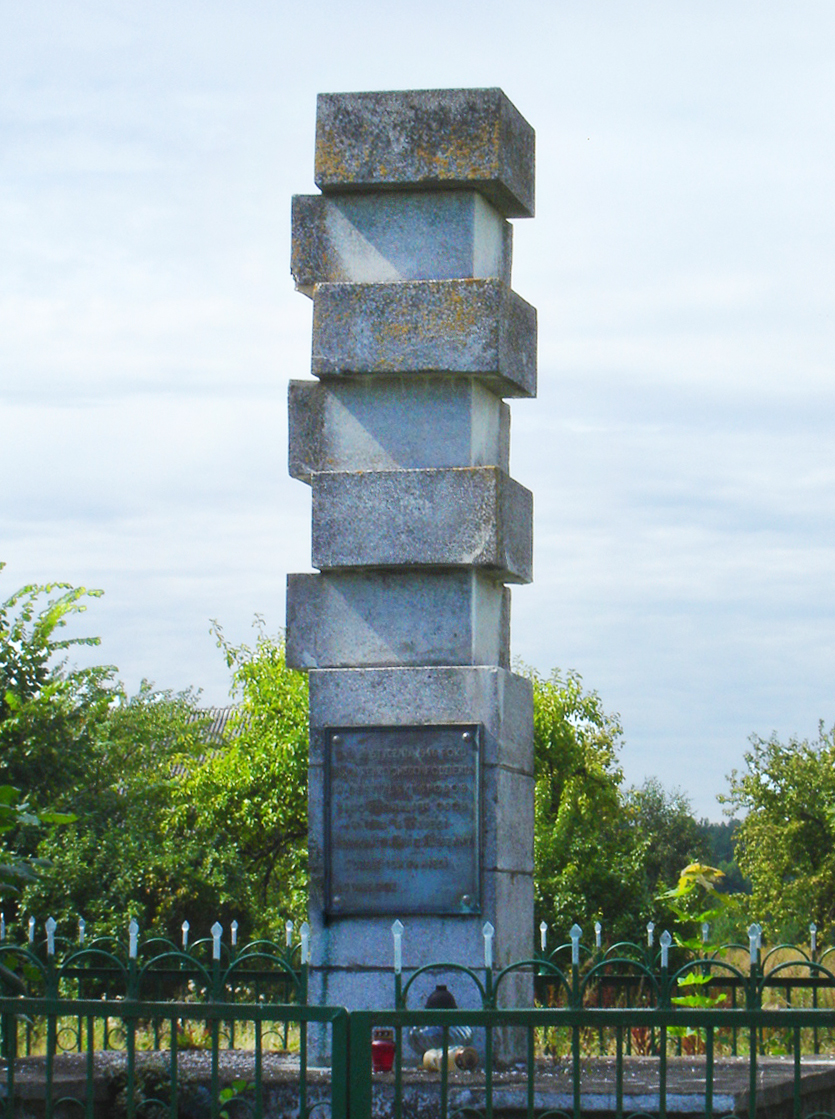
Pomnik ku czci zamordowanych mieszkańców Zaleszan

| SIMC    | Nazwa | Rodzaj     |
| ------- | ----- | ---------- |
| 0031928 | Rowy  | przysiółek |
| 0031934 | Sad   | przysiółek |

## Historia
Wzmianka o wsi w Słowniku geograficznym Królestwa Polskiego: Zaleszany, alias Zalesiany, wieś włościańska, powiat bielski, gubernia grodzieńska. 209 dziesięcin ziemi włościańskiej.
29 stycznia 1946 Pogotowie Akcji Specjalnej dowodzone przez Romualda Rajsa („Burego”) dokonało mordu na 16 mieszkańcach wsi oraz jej spalenia.
Corocznie w dniu 29 stycznia w Zaleszanach odbywa się panichida, nabożeństwo żałobne upamiętniające tragiczne wydarzenia z 1946. Zbrodnię w Zaleszanach upamiętnia także pomnik prawosławnych mieszkańców Białostocczyzny zabitych i zaginionych w latach 1939–1956 w Białymstoku.

## Monaster
We wsi znajduje się erygowany w 2007 prawosławny żeński monaster św. Katarzyny oraz przyklasztorna tymczasowa drewniana cerkiew. Od 2019 r. trwa budowa większej, murowanej świątyni.
Miejscowi wierni prawosławni należą do parafii w Kleszczelach, a wierni kościoła rzymskokatolickiego należą do parafii św. Zygmunta w Kleszczelach.

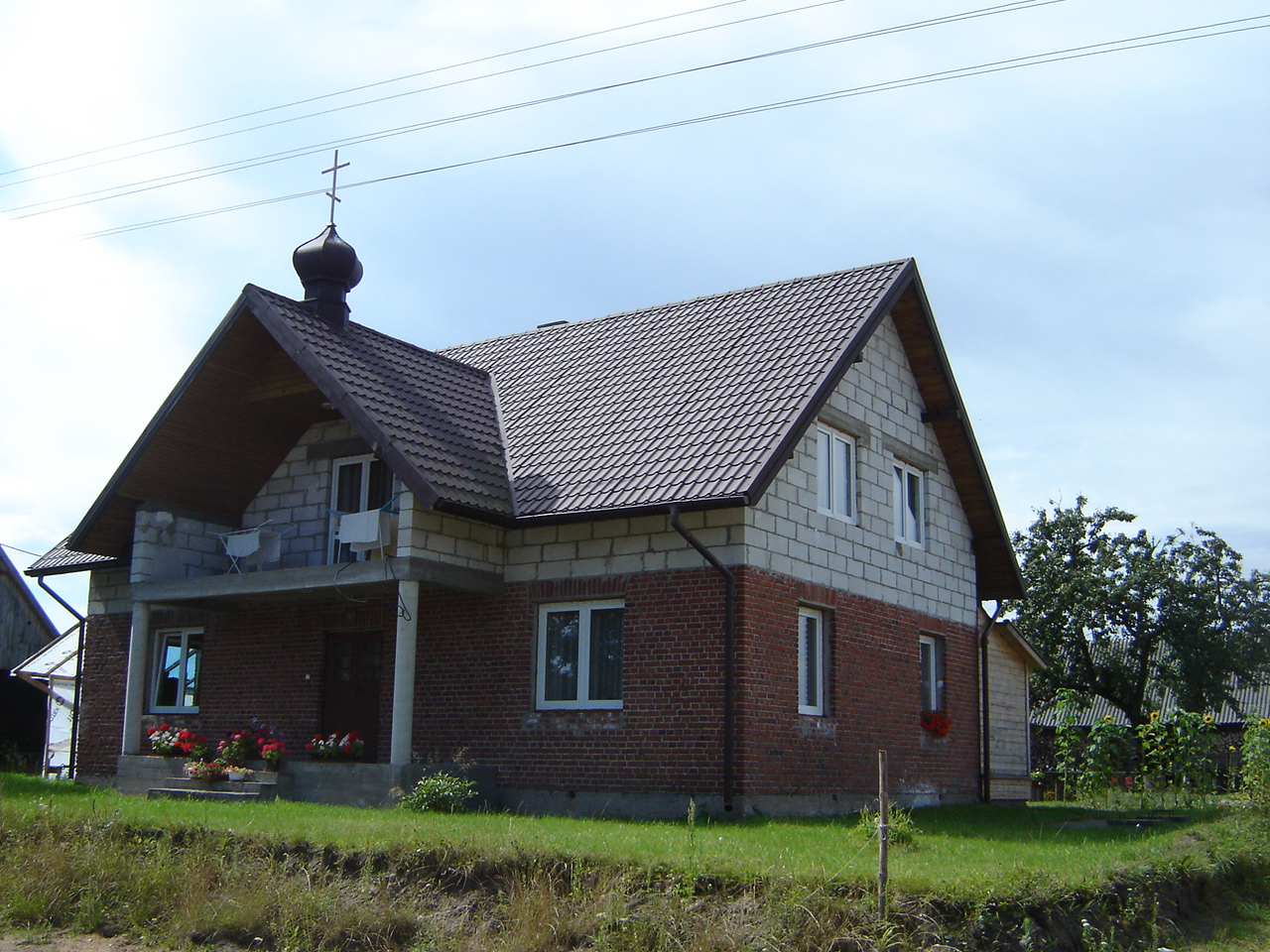
Budynek monasteru św. Katarzyny